# Cyphia tenera
Cyphia tenera är en klockväxtart som beskrevs av Friedrich Ludwig Diels. Cyphia tenera ingår i släktet Cyphia, och familjen klockväxter. Inga underarter finns listade i Catalogue of Life.